# Numa Andoire
Numa Andoire est un footballeur et entraîneur français né le 19 mars 1908 à Coursegoules dans les Alpes-Maritimes et mort le 26 novembre 1994 à Antibes.
Il a évolué comme défenseur au Red Star avant-guerre. Il avait été retenu pour la Coupe du monde en 1930 à Montevideo mais n'a jamais joué avec les tricolores.
Il a entraîné l'OGC Nice avec succès, remportant le Championnat de France à deux reprises en 1951 et en 1952, et la Coupe de France en 1952.

## Palmarès
- Sélectionné pour la Coupe du monde en 1930
- Champion de France de deuxième division en 1934 avec le Red Star
- Champion de France en 1951 et 1952 avec l'OGC Nice (comme entraîneur)
- Vainqueur de la Coupe de France 1952 avec l'OGC Nice (comme entraîneur)